# Pityeja bellaria
Pityeja bellaria là một loài bướm đêm trong họ Geometridae.